# Patrinia hybrida
Patrinia hybrida är en kaprifolväxtart som beskrevs av Tomitaro Makino. Patrinia hybrida ingår i släktet Patrinia och familjen kaprifolväxter. Inga underarter finns listade i Catalogue of Life.